# Páez (Miranda)
Pour les articles homonymes, voir Páez.
Páez est l'une des vingt-et-une municipalités de l'État de Miranda au Venezuela. Son chef-lieu est Río Chico. En 2011, la population s'élève à 37 944 habitants.

## Étymologie
La municipalité est nommée en l'honneur du militaire et homme politique vénézuélien, trois fois président du Venezuela, José Antonio Páez (1790-1873).

## Géographie

### Subdivisions
La municipalité est divisée en cinq paroisses civiles avec, chacune à sa tête, une capitale (entre parenthèses) :
- El Guapo (El Guapo) ;
- Paparo (Paparo) ;
- Río Chico (Río Chico) ;
- San Fernando del Guapo (San Fernando del Guapo) ;
- Tacarigua de La Laguna (Tacarigua de La Laguna).